# Запасне (Челябінська область)
Запасне (рос. Запасное) — селище залізничної станції у Карталинському районі Челябінської області Російської Федерації.
Входить до складу муніципального утворення Єленинське сільське поселення. Населення становить 282 особи (2010).

## Історія
Від 4 листопада 1924 року належить до Карталинського району Челябінської області.
Згідно із законом від 17 вересня 2004 року органом місцевого самоврядування є Єленинське сільське поселення.

## Населення
| 2002 | 2010 |
| ---- | ---- |
| 355  | ↘282 |